# Corleto Perticara
Corleto Perticara (Curlètə in dialetto locale) è un comune italiano di 2 290 abitanti della provincia di Potenza in Basilicata.

## Geografia fisica

### Territorio
Sorge a 757 m s.l.m. in Val d'Agri, nella parte centro-orientale della provincia al confine con la parte centro-occidentale della provincia di Matera, adagiato sulla dorsale interna dell'Appennino Lucano. Lambito dai torrenti Fiumarella, Cerreto, Favaleto e dal fiume Sauro a carattere torrentizio, rientra nella categoria altimetrica della montagna interna.
Innumerevoli sono le sorgenti d'acqua, come ricco e vario appare il patrimonio boschivo, con la presenza di rigogliose foreste di cerri, faggi e abeti bianchi, fustaie di latifoglie con specie quercine, castagneti, noccioleti, fustaie di conifere e cedri. Di opposta bellezza sono gli aspri calanchi che si fanno largo verso sud-est, lì dove l'alternanza di formazioni calcareo-marnose e arenaceo-marnose cede decisamente il passo a formazioni mioceniche di argilloscisti grigi e rocce pelitiche.
Confina con i comuni di Guardia Perticara (11 km), Armento (15 km), Gorgoglione (MT) (17 km), Laurenzana e Montemurro (18 km), Pietrapertosa (23 km) e Viggiano (30 km). 
Dista 57 km da Potenza e 102 km da Matera.

### Clima
L'aria risulta secca e salubre, con una frequenza media annua delle precipitazioni compresa tra i 70 e gli 80 giorni.

## Origini del nome
Secondo lo storico Giacomo Racioppi il toponimo deriva dal latino cŏry̆lētum (bosco di nocciuoli); quanto a Perticara, si tratta di una specificazione ufficialmente assunta con il regio decreto 1196 del 4 gennaio 1863, che riprende il nome del Castrum dictum Perticarii, che gli eruditi facevano corrispondere a un'antica colonia romana chiamata Perticaria, il cui sito viene individuato nelle rovine sull'apice del rilievo tutto scosceso di Serra Perticara, prospiciente l'attuale centro abitato.

## Storia

### Sulle origini

#### Della Terra di Corneto detto Perticara e della Guardia
(Costantino Gatta, 1732.)

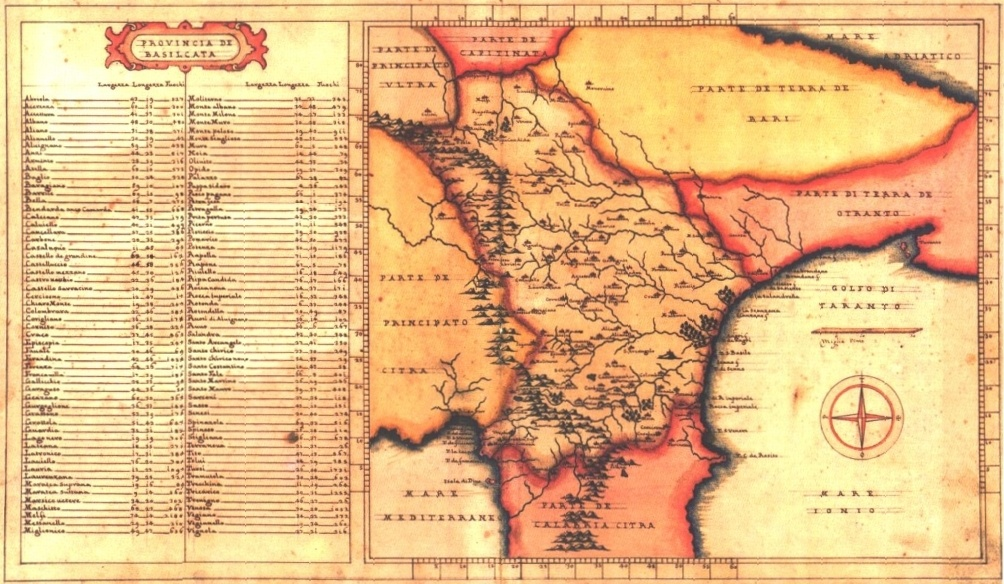
Mappa della Basilicata nel Regno di Napoli. XVII secolo.

In assenza di una ricerca storica e archeologica metodica ed articolata sul territorio e date anche le scarse testimonianze documentarie quantomai rare, frammentarie e occasionali, non abbiamo notizie certe sulla storia antica di Corleto Perticara, le cui origini vengono fatte risalire al XII secolo.
Il primo nucleo abitativo sorse attorno a un massiccio fortino posto in posizione strategica, la cui edificazione è ascritta ai Normanni, all'epoca della loro espansione nell'Italia meridionale. Di quella roccaforte, andata pressoché distrutta con i bombardamenti statunitensi durante la ritirata tedesca del 1943 e in seguito pesantemente rimaneggiata, perdurano soltanto tre arcate, qualche porzione di muro perimetrale e una profonda cisterna sotterranea interna. Sui suoi ruderi intorno al 1990 è stato edificato il Palazzo degli Uffici ove ha sede il nuovo Municipio che campeggia, come un tempo, sul paesaggio circostante.
Dietro al castello feudale rimane un irto pendio, mentre tutto davanti ad esso era un profondo fossato con funzione difensiva contro le incursioni esterne: ancora oggi i corletani usano indicare la grande Piazza del Plebiscito, antistante il vecchio castello, come la Piazza del Fosso.

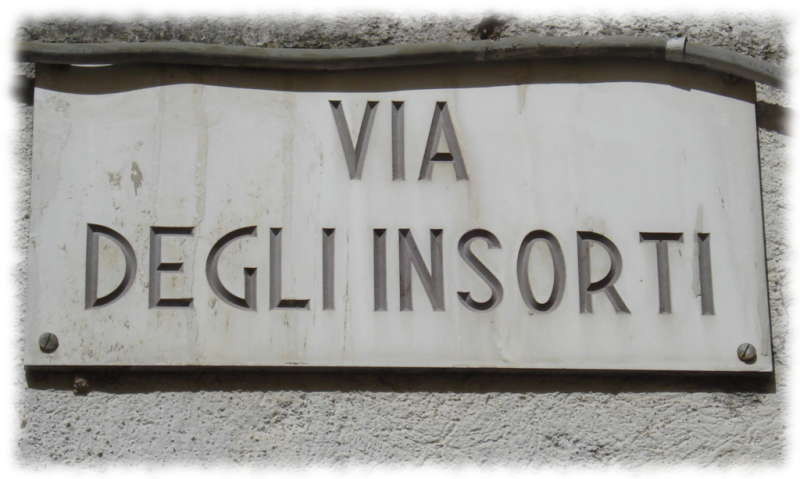
Via degli Insorti

La storia di Corleto Perticara, similmente a quella delle comunità intorno, è caratterizzata da un incessante processo di conquiste e colonizzazioni. Assoggettati nel corso dei secoli a più dominazioni, i corletani sono passati da un feudatario all'altro, senza mai consolidarsi in stabili strutture economiche, sociali e politiche: ai Normanni succedettero gli Svevi, poi gli Angioini e gli Aragonesi; nel Cinquecento, sotto l'imperatore Carlo V, il feudo passò ai De Castella per diventare, a cavallo del Seicento, marchesato di Casa Costanzo. Nel 1659 passò quindi ai Riario, i quali conservarono il potere fino alla fine del sistema feudale.

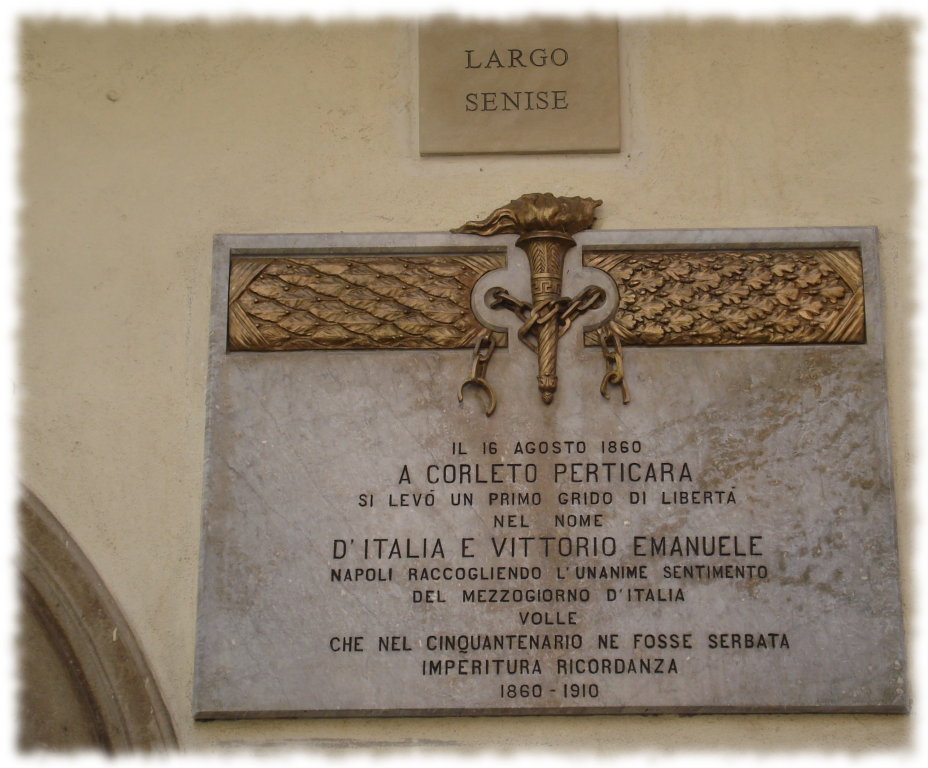
Largo (Carmine e Tommaso) Senise

Negli anni successivi, del dominio borbonico, Corleto Perticara fu un attivo centro liberale e assunse una posizione di primo piano nell'insurrezione lucana contro quella dinastia, che dopo una lunga cospirazione fu dichiarata decaduta il 16 agosto 1860, in una gremita Piazza del Fosso rinominata quel giorno in Piazza del Plebiscito. L'odonomastica del paese ci rammenta bene i giorni del Risorgimento: via del Comitato (dalla sede degli insorti contro la dinastia borbonica), via 16 agosto, via Camillo Boldoni (colonnello cavouriano), sopportico della Bandiera; e poi via Giacinto Albini, largo Senise, corso Pietro Lacava, in riferimento ai patrioti protagonisti dell'insurrezione lucana antiborbonica.
Dopo il 1860, il fenomeno del brigantaggio postunitario attraversò anche Corleto Perticara; gli oppositori del processo di unificazione dell'Italia arruolarono tra le proprie truppe i corletani Leonardo Brigo, Maria Gallicchio, Pasquale Cavalcante, Vito Francolino.
Negli anni della seconda guerra mondiale, tra il 1940 e il 1943, 19 profughi ebrei (tra cui famiglie con bambini) furono confinati in soggiorno coatto a Corleto. Furono tutti liberati con l'arrivo dell'esercito alleato nel settembre 1943. Alcuni di loro poterono già emigrare negli Stati Uniti nel luglio 1944. Gli altri rimasero nell'Italia meridionale in attesa della fine della guerra.
Durante il secondo conflitto mondiale il paese venne gravemente danneggiato dai violenti bombardamenti aerei degli Statunitensi sui Tedeschi in fuga: il 60% delle abitazioni fu abbattuto, interrotti per lungo tempo i servizi elettrici ed idrici. Enorme fu lo sforzo umano ed economico per la ricostruzione del paese, ufficialmente terminata nel 1978.

### Simboli
Lo stemma è descritto nello statuto comunale:
(Art. 4 dello Statuto comunale)
Il gonfalone è un drappo rettangolare di giallo.

## Monumenti e luoghi d'interesse

### Architetture religiose

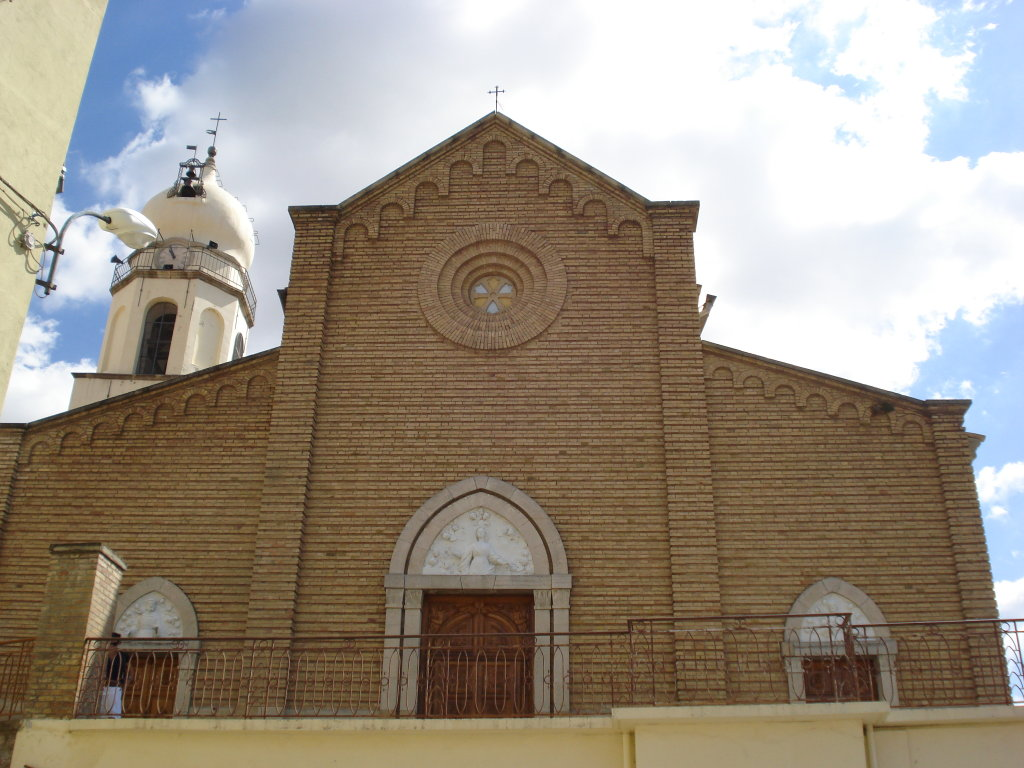
Chiesa Madre di Santa Maria Assunta

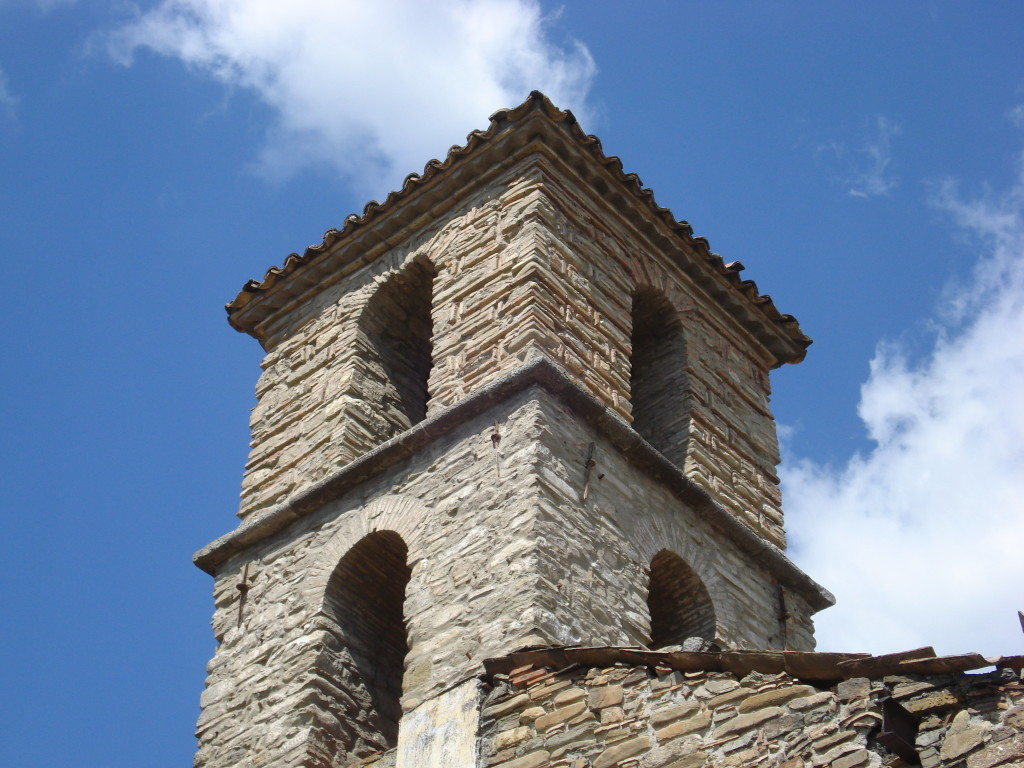
Cappella di Santa Domenica nel Rione Costa

- Chiesa matrice di Santa Maria Assunta, davanti alle ampie scalinate di via Gorizia. Costruita nel Seicento su un impianto precedente, subì ingenti danni con i bombardamenti aerei della Seconda guerra mondiale. Presenta una facciata moderna a mattoncini in cotto a vista, impreziosita da tre rilievi in stucco, eseguiti nel 1966 dal pittore e scultore Sebastiano Paradiso, in occasione del suo restauro; posti nelle lunette a ogiva che sormontano i portali in pietra chiara, essi raffigurano San Francesco, la Madonna con cherubini e San Rocco. Degni di menzione i portoni in legno intarsiato eseguiti dal maestro ebanista Domenico Donnoli e figli. Il campanile, a due ordini, termina con una cupola arabeggiante. L'interno, a tre navate, conserva notevoli altari di marmi policromi, un pulpito ed un coro intarsiato di scuola napoletana del Seicento, tele del Settecento e affreschi novecenteschi sul soffitto della navata centrale e nell'abside, raffiguranti l'Assunzione della Vergine, ad opera di Sebastiano Paradiso, tratta dall'Assunta di Tiziano, custodita nella basilica di Santa Maria Gloriosa dei Frari di Venezia, e, nell'abside, scene dell'antico testamento. Il tempio, a livello urbanistico, è sistemato a capo di un ideale anfiteatro, quasi a voler assistere la vita quotidiana della popolazione. Un primo restauro dell’edificio risale al 1823, anche se, l’attuale conformazione risale al periodo del secondo dopoguerra. La chiesa fu minata dai tedeschi e bombardata dagli alleati, nel 1943, perché adiacente ad un importante snodo stradale, fu distrutta solo parte della navata destra e fu interamente restaurata da manodopera locale. Il tempio religioso è costituito da tre navate con una pianta a croce latina. Sono conservati alcuni dipinti su tela del XVIII sec. di scuola napoletana, raffiguranti la Vergine con Bambino fra santa Caterina e san Domenico, l'Apparizione della Vergine a san Filippo Neri (san Filippo Neri fu patrono della comunità di Corleto Perticara dal 1700 al 1860. Si conserva di lui un busto reliquiario, coevo alla tela, esposto nei giorni della festa alla pubblica venerazione) infine, sul portone centrale, fu posta, dopo il restauro della Chiesa, la tela della Vergine con le anime purganti. L’interno è di stile tardo-barocco, pur avendo subito, nel corso degli anni, notevoli trasformazioni.
- Chiesa Nuova di Sant'Antonio da Padova, dall'imponente facciata in pietra di Teggiano; fu edificata nel 1958 in Via Trento, nelle adiacenze di una vecchia chiesa del Convento completamente rasa al suolo nel corso della seconda grande guerra Mondiale; L'attuale chiesa sorge nel luogo dove esisteva la cappella di Santa Maria delle Grazie nei pressi del convento di Santa Maria Maddalena, eretto nel 1596 dalla Eccellentissima Signora Roberta Carafa duchessa di Maddaloni per i frati Agostiniani. Dopo pochi mesi il convento fu affidato ai Frati Minori dell'Osservanza e fu intitolato a sant'Antonio da Padova. Nel 1943 la chiesa e l'adiacente convento furono distrutti dai bombardamenti aerei della seconda guerra mondiale. La chiesa è in stile contemporaneo. Ha una pianta ad unica navata. È dotata di un campanile posto presso la zona presbiteriale. La facciata principale è rivolta a sud ed è costituita da un paramento murario in travertino. La parte centrale è arretrata e presenta il portale centrale e un finestrone superiore ad arco. Interno La configurazione planimetrica è costituita da un'unica aula liturgica terminante con la zona presbiteriale che si eleva per un livello pari a tre gradini e termina con una nicchia circolare. Sul lato sud è posto un piano soppalcato che ospita l'organo. I lati sono caratterizzati da nicchie ad arco con oculi circolari. Al di sopra, posti in asse, vi sono delle finestre ad arco. Accoglie il simulacro ligneo del santo, del XVIII sec., che viene solennemente portato in processione il 13 giugno di ogni anno.
- Cappella della Natività della Vergine Maria (Santa Domenica), la più antica del paese, nel cuore del rione Costa dalle viuzze quantomai anguste. La chiesetta ha una pianta ad unica navata ed è affiancata da un campanile, con aperture ad arco, che si eleva dall'edificio per due livelli. La configurazione planimetrica è costituita da una semplice aula rettangolare con un piccolo spazio ad uso sagrestia posto a lato della zona presbiteriale, rialzato di un gradino. Qui è presente l'altare posto di fronte ad una nicchia con decorazioni a stucco che custodisce l'immagine della Madonna Bambina. Essa, secondo un'antica leggenda, venne ritrovata in un pozzo in prossimità del luogo su cui venne poi edificata la chiesa. Sulla stessa parete sono presenti due finestre che, insieme con le altre due poste sul lato sinistro, garantiscono l'illuminazione dell'interno. La chiesa non è dotata di una facciata principale. Presenta due ingressi laterali con semplici portali in mattoni su un paramento murario intonacato;
- Chiesa della Madonna di Monte Auro - Immersa nel verde delle colline corletane, alle pendici del Monte Auro in località Saulo, sorge su una collinetta che domina l’intera vallata sottostante, la piccola chiesetta della Madonna del Saulo. Un luogo magico e senza tempo, dove storia e spiritualità si incontrano, a soli 5 km dal paese. La prima domenica di maggio, la statua della Madonna giunge, dal paese, in campagna e qui vi resta fino all'ultima domenica del mese di agosto. La piccola chiesetta, fu sicuramente costruita dai frati francescani, in quanto allocata nei loro terreni, incastonata in mezzo a rocce monolitiche e ad alberi, dai quali promana ancora qualche traccia di una natura antica e lussureggiante che agevola quel dialogo intimo tra noi e il divino. La chiesetta, appartenente alla famiglia De Franchi, resta aperta tutto l'anno per venire incontro alla devozione popolare. Al suo interno, oltre alla statua della Madonna pellegrina, benedetta dal papa Paolo VI, è conservata l'antica statua della Madonna Nera, che, in passato, attraversava i campi e li rendeva, con la sua materna benedizione, fecondi. Poiché i frati dovevano provvedere da soli al loro sostentamento, avevano costruito in questa proprietà una calcara, un forno per ricavare la calce da costruzione ed un palmento dove si pigiava l’uva per ottenere il vino. Per evitare che queste tangibili testimonianze storiche potessero scomparire, il palmento e la calcara sono stati recentemente ristrutturati;
- Cappella gentilizia di San Giovanni Battista – 1917 Edificata ad opera dell'arciprete don Carlo Sarconi (don Carlino), personalità di spicco nella vita della comunità, singolare nell’indole e nelle fattezze tanto da diventare un personaggio letterario: Carlo Levi lo descrive (don Liguari) nel suo Cristo si è fermato ad Eboli. Accoglie la statua in cartapesta di San Giovanni Battista, realizzata dal maestro cavaliere Luigi Guacci.

### Monumenti
- Resti del Castello Normanno, ora Palazzo degli Uffici nonché sede municipale;
- Fontana vecchia in corso Pietro Lacava, tutta in pietra, con due abbeveratoi ai lati e volute sul frontone, che porta la seguente dicitura: «I cittadini riconoscenti al Municipio che attuava un desiderio annoso di un fonte pubblico dedicano questa pietra dichiarandolo benemerito della patria - Corleto Perticara 22 ottobre 1863.»

### Luoghi naturali
- Fontane, sorgenti d'acqua, folto bosco di Sant'Elìa;
- Località Pietra Iaccata: in un'area boschiva incontaminata lungo la Strada Statale 103 di Val d'Agri, una sorgente sgorga da una fenditura nella roccia a 1.100 m s.l.m.

## Società

### Evoluzione demografica
Abitanti censiti

## Cultura

### Istruzione

#### Biblioteche
La biblioteca comunale "Michele e Pietro Lacava" è sita in Via Zanardelli, nel centro del paese.
La "biblioteca del libro lucano" ha la sede in Via Nazionale, 159

#### Scuole
Il comune è dotato di una scuola materna pubblica, una scuola primaria (mentre erano due fino all'anno scolastico 2007/2008), una scuola secondaria di primo e una di secondo grado, l'istituto tecnico industriale statale A. Einstein, con sede centrale in Potenza.

### Musei
Nel 2004 è stato istituito il museo comunale "Michele Lacava", sito nella piazzetta del Risorgimento Lucano presso lo storico ed ormai ex Castello Ducale, oggi Palazzo degli uffici già sede del municipio. Nel museo si può ammirare lo storico tricolore dei patrioti lucani, ovvero la prima bandiera d'Italia in terra lucana, come ricorda la lapide in Sottoportico della bandiera. La medesima bandiera, con sopra lo stemma di Corleto Perticara, fu protagonista dell'insurrezione lucana del 16 agosto 1860 e lo è stata anche nelle recenti rievocazioni storiche in occasione del 150° dell'unità d'Italia. Nel museo è inoltre conservato il "Fondo Lacava" composto dai libri dei fratelli Lacava, in particolare di Pietro, più volte ministro e parlamentare. Vi sono anche importanti testimonianze della storia post-unitaria della regione, come copie autentiche ed anastatiche dei principali giornali dell'epoca, tra cui "Il Lucano" del 1860. Il museo ospita fra l'altro la mostra "Quadri di civiltà" pannelli e fotografie sulla storia della regione, miniature di alcune importanti scoperte archeologiche in Lucania e varie mostre fotografiche.

## Economia
L'economia locale si basa principalmente su agricoltura e allevamento, mentre è molto basso il tasso di industrializzazione, con attività concentrate prevalentemente nel campo dell'edilizia, con la carpenteria metallica e in legno e con la produzione di calce e calcestruzzo, e nel campo dell'artigianato tradizionale, con la lavorazione della pietra, del legno e del ferro.
La Statistica Murattiana (1811) del Regno di Napoli segnala che all'inizio del secolo romantico a Corleto Perticara si producevano vini, latticini, tele in lino per uso di camicie e lenzuola e legname da costruzione.
Nel 1989 si verificò la scoperta di un giacimento petrolifero che si estende in superficie per circa 30.000 ettari di terreno boschivo a nord-est dell'abitato, ampiamente sfruttato già dal 2001 nella produzione di energia eolica.
Il 28 gennaio 2008 il comune e l'azienda Total Italia S.p.A. hanno siglato un accordo per la concessione dei diritti di superficie necessari alla realizzazione di un centro olio in località Tempa Rossa per 99 anni.

### L'oro nero in cifre
- 1 barile = 159 litri.
- Il consorzio di sviluppo del progetto vede la partecipazione di Total – operatore del campo, con una partecipazione del 50% - Esso Italiana (25%) e Shell (25%).
- L'area interessata è quella dell'Alto Sauro, mineralizzata ad olio pesante.
- Il centro olio per la separazione e il trattamento degli idrocarburi estratti (greggio, gas metano, gas propano liquido, zolfo) è stato localizzato in località Tempa Rossa, 4 km a Nord Est dell'abitato di Corleto Perticara e si estende su una superficie di 190.000 m²
- Il numero di pozzi già perforati è pari a 5, ai quali se ne aggiungerà un sesto, se la perforazione darà esito positivo.
- La produzione massima stimata è di circa 50.000 barili di greggio al giorno.
- La riserva è valutata in circa 420 milioni di barili equivalenti.

## Infrastrutture e trasporti
Potenza è raggiungibile tramite la SS 92 dell'Appennino Meridionale, sebbene a causa del percorso montuoso della stessa, si predilige l'utilizzo della Strada provinciale 2 Saurina fino al suo innesto, dopo 30 km, con la SS 598 di Fondo Valle dell'Agri e di lì proseguendo verso la SS 106 Jonica, in direzione Scanzano Jonico da un lato, oppure verso la A2, in direzione Brienza-Atena Lucana.

## Amministrazione
| Periodo | Periodo   | Primo cittadino      | Partito      | Carica  | Note |
| ------- | --------- | -------------------- | ------------ | ------- | ---- |
| 2005    | 2010      | Pietro Paolo Montano | Lista civica | Sindaco |      |
| 2010    | 2015      | Rosaria Vicino       |              | Sindaco |      |
| 2015    | 2020      | Antonio Massari      | Lista civica | Sindaco |      |
| 2020    | in carica | Mario Montano        | Lista civica | Sindaco |      |

### Gemellaggi
- Poggibonsi